# Lawas
Lawas est une ville dans l'État de Sarawak en Malaisie.

## Histoire

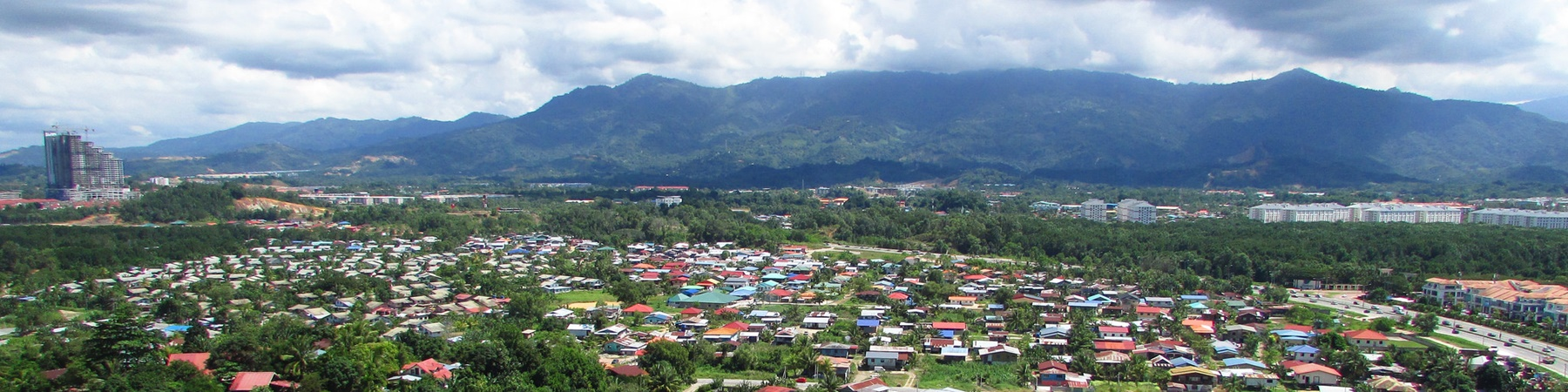
Lawas en 2015.